# جيم ستورم (مجدف)
جيم ستورم (بالإنجليزية: Jim Storm)‏ هو مجدف أمريكي، ولد في 2 فبراير 1941 في سان دييغو في الولايات المتحدة.

## وصلات خارجية
- جيم ستورم على موقع الاتحاد الدولي للتجديف (الإنجليزية)
- جيم ستورم على موقع اللجنة الأولمبية الدولية (الإنجليزية)
- جيم ستورم على موقع أوليمبيديا (الإنجليزية)